# Ronald Morce Weeks, 1st Baron Weeks
Ronald Morce Weeks, 1st Baron Weeks KCB, CBE, DSO, MC, TD, britanski general, * 13. november 1890, † 19. avgust 1960.